# Tenisový turnaj v Gold Coast
Turnaj v Gold Coast byl profesionální tenisový turnaj žen pořádaný v Gold Coast , Queenslandu v Austrálii. Oficiální název turnaje zněl Mondial Australian Women's Hardcourts.
Byl zařazen do okruhu WTA, kategorie Tier III. Turnaj se hrál v letech 1997–2008 na otevřených dvorcích s tvrdým povrchem.
Od roku 2009 přešlo pořadatelství události do Brisbane.

## Výsledky finále

### Dvouhra
| Rok  | Vítězka             | Finalistka                 | Výsledek       |
| 2008 | Li Na               | Viktoria Azarenková        | 4-6, 6-3, 6-4  |
| 2007 | Dinara Safinová     | Martina Hingisová          | 6-3, 3-6, 7-5  |
| 2006 | Lucie Šafářová      | Flavia Pennettaová         | 6-3, 6-4       |
| 2005 | Patty Schnyderová   | Samantha Stosurová         | 1-6, 6-3, 7-5  |
| 2004 | Ai Sugijamová       | Naděžda Petrovová          | 1-6, 6-1, 6-4  |
| 2003 | Nathalie Dechyová   | Marie-Gayanay Mikaelianová | 6-3, 3-6, 6-3  |
| 2002 | Venus Williamsová   | Justine Heninová           | 7-5, 6-2       |
| 2001 | Justine Heninová    | Silvia Farinaová           | 7-65, 6-4      |
| 2000 | Silvija Talajaová   | Conchita Martínezová       | 6-1, 3-6, 6-0  |
| 1999 | Patty Schnyderová   | Mary Pierceová             | 4-6, 7-65, 6-2 |
| 1998 | Ai Sugijamová       | Maria Ventová              | 7-5, 6-0       |
| 1997 | Jelena Lichovcevová | Ai Sugijamaová             | 3-6, 7-67, 6-3 |

### Čtyřhra
| Rok  | Vítězky                                  | Finalistky                                 | Výsledek      |
| 2008 | Dinara Safinová Ágnes Szávayová          | Jen C’ Čeng Ťie                            | 6-1, 6-2      |
| 2007 | Dinara Safinová Katarina Srebotniková    | Iveta Benešová Galina Voskobojevová        | 6-3 6-4       |
| 2006 | Dinara Safinová Meghann Shaughnessyová   | Cara Blacková Rennae Stubbsová             | 6-2, 6-3      |
| 2005 | Jelena Lichovcevová Magdalena Malejevová | Maria Elena Camerinová Silvia Farinaová    | 6-3, 5-7, 6-1 |
| 2004 | Světlana Kuzněcovová Jelena Lichovcevová | Liezel Huberová Katerina Malejevová        | 6-3, 6-4      |
| 2003 | Světlana Kuzněcovová Martina Navrátilová | Nathalie Dechyová Emilie Loitová           | 6-4, 6-4      |
| 2002 | Justine Heninová Meghann Shaughnessyová  | Asa Svenssonová Miriam Oremansová          | 6-1, 7-6      |
| 2001 | Giulia Casoniová Janette Husárová        | Katie Schlukebirová Meghann Shaughnessyová | 7-5, 7-6      |
| 2000 | Julie Halardová Anna Kurnikovová         | Sabine Appelmansová Rita Grandeová         | 6-3, 6-0      |
| 1999 | Corina Morariuová Larisa Neilandová      | Kristine Kunceová Irina Spîrleaová         | 6-3, 6-3      |
| 1998 | Jelena Lichovcevová Ai Sugijamová        | Sung-Hee Park Shi-Ting Wang                | 1-6, 6-3, 6-4 |
| 1997 | Naoko Kijimutaová Nana Mijagiová         | Ruxandra Dragomirová Silvia Farinaová      | 7-6, 6-1      |